# Вечернее время
«Вече́рнее вре́мя» — русская газета. Издавалась в 1911—1917 в Петербурге. В 1918-1920 гг. Б.А. Суворин издавал газету с таким же заглавием на Юге России, в 1924-1925 гг. в Париже.

## История
Газета была основана 26 ноября 1911 года А.С. Сувориным. «Вечернее время» придерживалось умеренно правых политических позиций, близких к Октябристам. В 1913-1916 гг. к газете выходили разнообразные приложения, в том числе в 1913-1914 гг. иллюстрированное прибавление. Всего, за 1911-1917 гг. было выпущено 1958 номеров «Вечернего времени». На страницах издания публиковались Бережанский Н.С. и Лазаревский Н.И.